# ترامپ پالاس
ترامپ پالاس یک آسمان‌خراش واقع در ایالت نیویورک، ایالات متحده آمریکا می‌باشد. و ۱۹۹۱ به پایان رسید. معمار این بنا Frank Williams and Associates است. تعداد طبقاتش ۵۴ است.